# Clara Rugaardová
Clara Rugaardová (nepřechýleně Rugaard; * 5. prosince 1997 Hellerup) je dánská filmová herečka a zpěvačka.
Známá je například z britského seriálu The Lodge, hrála hlavní roli v australském filmu I Am Mother.